# Ottavio Zollio
Ottavio Zollio (Montegridolfo, 12 ottobre 1760 – Rimini, 2 aprile 1832) è stato un vescovo cattolico italiano.

## Biografia
Nacque a Montegridolfo nel 1760, da una famiglia origine bergamasca e nobile. Già nella sua genealogia erano presenti membri della curia episcopale: Marcantonio Zollio fu vescovo di Crema dal 1684 al 1702 mentre un ulteriore Marco Antonio Zollio fu, come lui, vescovo di Rimini, dal 1752 al 1757.
I suoi genitori erano Giovan Battista Zollio e la nobile riminese Silvia Gironi, che possedevano un palazzo in cui si custodiscono numerose opere d'arte, tra cui molte del Guercino. Compì gli studi al Collegio Nazareno di Roma, divenendo canonico della cattedrale di Rimini e nel 1801 vicario generale. Divenuto nel 1824 vescovo di Rimini, dopo essere stato vescovo di Pesaro, il 10 dicembre 1830 «consegna a Maria Elisabetta Renzi e alla sua comunità le regole delle Maestre Pie Filippini di Roma, già approvate da papa Clemente XI, e il nome di "Maestre Pie dell'Addolorata"».

## Opere
- Elogio funebre del card. Francesco M.a Banditi arcivescovo di Benevento [..] nel giorno 23 febbrajo 1796.
- Elogio sacro della B. Chiara di Rimini fondatrice del Monastero denominato di S. Maria degli Angeli detto nella sua Chiesa ai 10. di febbraio 1803. dal Can. Ottauio Zollio di detta città.
- Epistola pastoralis ad clerum et populum civitatis et diocesis Pisaurensis (1822).

## Genealogia episcopale
La genealogia episcopale è:
- Cardinale Scipione Rebiba
- Cardinale Giulio Antonio Santori
- Cardinale Girolamo Bernerio, O.P.
- Arcivescovo Galeazzo Sanvitale
- Cardinale Ludovico Ludovisi
- Cardinale Luigi Caetani
- Cardinale Ulderico Carpegna
- Cardinale Paluzzo Paluzzi Altieri degli Albertoni
- Papa Benedetto XIII
- Papa Benedetto XIV
- Cardinale Enrico Enriquez
- Arcivescovo Manuel Quintano Bonifaz
- Cardinale Buenaventura Córdoba Espinosa de la Cerda
- Cardinale Giuseppe Maria Doria Pamphilj
- Papa Pio VIII
- Vescovo Ottavio Zollio